# سیمین‌ماهی تاسمانی
سیمین‌ماهی تاسمانی (نام علمی: Retropinna tasmanica) نام یک گونه از سرده سیمین‌ماهی‌های جنوبی است.